# هایو مایر
هایو مایر (آلمانی: Hajo Meyer؛ زاده ۱۹۲۴- درگذشته ۲۳ اوت ۲۰۱۴) فیزیک‌دان و فعّال سیاسی ِآلمانی- هلندی بود.
وی در بیله‌فلد متولّد شد، امّا با قدرت گرفتن ِ نازی‌ها در سال ِ ۱۹۳۸ آلمان را به مقصد ِ هلند ترک کرد. بعد از پایان ِ جنگ به هلند بازگشته، در رشتهٔ فیزیک درجهٔ دکتری کسب کرد. وی پس از بازنشستگی‌ش به انگلستان رفت و پس از گذراندن ِ آموزش‌های لازم شروع به ساختن ِ ویلن و ویولا کرده است.
عمدهٔ معروفیّت وی به دلیل ِ فعّالیّت‌های سیاسی ِ وی در انتقاد از اسرائیل بوده است. در سال ِ ۲۰۰۳، او کتابی به نام ِ «پایان ِ یهودیّت» منتشر کرد.
وِی عضو ِ حزب ِ چپ ِ سبز () و مؤسّس گروه «صدای ِ متفاوت ِ یهودی» بوده است.
هایو مایر بر این باور بود که "نفرت یهودی های اسراییل نسبت به فلسطینی ها ریشه دارتر از نفرت آلمانی ها نسبت به یهودی ها است." او در مصاحبه با سایت الکترونیک انتفاضه گفته بود: "شست‌وشوی مغزی اسراییلی های یهودی شصت سال است که ادامه دارد. آنها نمی‌توانند یک فلسطینی را به عنوان یک انسان بپذیرند."